# Tomba (Paratinga)
Tomba é um bairro do município brasileiro de Paratinga, interior do estado da Bahia. Localiza-se no distrito-sede. Foi fundada e formada por pescadores que viviam da pesca artesanal no Rio São Francisco.
Próximo ao centro da cidade, Tomba destaca-se pela presença da única estação de rádio do município, a Tomba FM, e por ser uma das regiões mais antigas do município.
Com uma população predominantemente negra, Tomba foi certificado, pela Fundação Cultural Palmares, como um quilombo urbano.